# Centro de Arte Hortensia Herrero
El Centro de Arte Hortensia Herrero es un espacio cultural ubicado en el histórico Palacio de Valeriola, en el corazón de Valencia. Impulsado por la Fundación Hortensia Herrero, este centro fue inaugurado el 11 de noviembre de 2023 con el objetivo de acercar el arte contemporáneo al público y promover el diálogo entre el patrimonio histórico y las expresiones artísticas actuales. Su misión combina la preservación del legado cultural valenciano con la exposición de obras de artistas internacionales y locales, fomentando la creatividad y la innovación en el ámbito del arte.
El edificio que alberga el centro, el Palacio de Valeriola, es un histórico edificio de orígenes medievales levantado sobre la antigua Valentia romana, en el que se han respetado elementos arquitectónicos originales toda vez que se han integrado soluciones contemporáneas para adaptarlo a su nueva función. El mismo tiene acceso por la calle del Mar y, para aumentar la superficie, se ha construido un volumen anexo que se abre a la calle San Cristóbal, permitiendo disponer de una superficie total de 3.500 metros cuadrados para exposiciones.
La exposición permanente incluye obras de renombrados artistas y se orienta a visitantes de todas las edades. Alberga una destacada colección de arte contemporáneo, que incluye obras de artistas de renombre internacional y nacional. Entre ellos se encuentran figuras como Olafur Eliasson, Anselm Kiefer, Tony Cragg, George Baselitz y Mat Collishaw, entre otros, así como reconocidos creadores españoles como Jaume Plensa, Miquel Barceló o los valencianos Manolo Valdés, Juan Genovés, y Andreu Alfaro. Algunas de las piezas expuestas fueron creadas específicamente para este espacio, destacando su conexión única con el entorno arquitectónico y cultural del palacio.
La colección incluye esculturas, instalaciones y pinturas que exploran una amplia variedad de temas y formas, ofreciendo a los visitantes una experiencia inmersiva que celebra tanto la modernidad como el patrimonio histórico de Valencia.
El curador y doctor en Bellas Artes por la Universidad Politécnica de Valencia Javier Molins desempeña labores de asesor artístico de la colección propiedad de la mecenas Hortensia Herrero. Su experiencia y conocimiento han sido clave en la conformación de la colección del centro, así como en la selección y gestión de los artistas y obras que forman parte del espacio. Molins ha trabajado estrechamente con Hortensia Herrero en la materialización de la visión del centro, viajando para seleccionar piezas de arte contemporáneo y colaborando en la organización de exposiciones y proyectos específicos para el Palacio.
El Centro de Arte Hortensia Herrero refleja el compromiso de la fundación con la cultura, el arte y la comunidad, consolidándose como un espacio donde tradición y vanguardia se encuentran.